# Bur Jamur Tiga
Bur Jamur Tiga är ett berg i Indonesien.   Det ligger i provinsen Aceh, i den västra delen av landet, 1 600 km nordväst om huvudstaden Jakarta. Toppen på Bur Jamur Tiga är 2 500 meter över havet, eller 545 meter över den omgivande terrängen. Bredden vid basen är 10,7 km.
Terrängen runt Bur Jamur Tiga är kuperad åt sydost, men åt nordväst är den bergig.Runt Bur Jamur Tiga är det ganska glesbefolkat, med 27 invånare per kvadratkilometer. I omgivningarna runt Bur Jamur Tiga växer i huvudsak städsegrön lövskog.